# ادموند دوم
ادموند دوم مشهور به ادموند آیرن‌ساید (به انگلیسی: Edmund Ironside، انگلیسی باستان: Eadmund II Isen-Healf) (زادهٔ در حدود ۹۸۰ یا ۹۹۳ - درگذشتهٔ ۱۰۱۶) پادشاه انگلستان به مدت چند ماه از آوریل تا نوامبر ۱۰۱۶ بود. او را به دلیل مقاومت سرسختانه‌اش در برابر تهاجم گستردهٔ کانوت، پادشاه دانمارک «آیرن‌ساید» لقب دادند.

## زندگینامه
ادموند پسر شاه اتلرد دوم مشهور به اتلرد بدفهم (حکومت ۹۷۸ - ۱۰۱۶) بود و بنا به خواست پدرش در ۱۰۱۵ با بیوهٔ یکی از لردهای دانمارکی که در آن زمان انگلستان را در اشغال خود داشت ازدواج کرد. با این وجود هنگامی که کانوت، پادشاه دانمارک کمی بعد در همان سال به انگلستان حمله کرد، ادموند با فراهم آوردن لشکری در شمال انگلستان آن دسته از مناطقی را که حاضر به همراهی او نبودند را مورد حمله قرار داد و ویران نمود.
هنگامی که اتلرد در آوریل ۱۰۱۶ درگذشت، تعداد کمی از اعضای شورا و مردم لندن ادموند را فرمانروای خود اعلام کردند اما اکثریت نجیب‌زادگان ساوث‌همپتون، کانوت را پادشاه خود می‌دانستند. پس ادموند علیه رقیب خود وارد جنگ شد و توانست با شکست او وسکس را بازپس گیرد. او همچنین توانست حصر لندن را پیش از آنکه از کانوت در ۱۸ اکتبر ۱۰۱۶ در اشینگتون واقع در اسکس شکست بخورد بشکند.
پس از این درگیری‌ها دو طرف با یکدیگر وارد صلح شدند تا به‌طور مشترک بر انگلستان فرمان رانند. ادموند وسکس را نگه داشت و کانوت زمین‌های شمال رود تیمز را ازآن خود ساخت. اما طولی نکشید که ادموند دوم در ۳۰ نوامبر ۱۰۱۶ درگذشت و کانوت تنها فرمانروای انگلستان شد.